# Replay (Mr. Children)
Replay è un brano musicale del gruppo musicale giapponese Mr. Children, pubblicato come loro terzo singolo il 1º luglio 1993, ed incluso nell'album Versus. Il singolo ha raggiunto la diciannovesima posizione della classifica Oricon dei singoli più venduti in Giappone, vendendo 88 330 copie.

## Tracce
CD Singolo TFDC-28019
1. Replay
2. All by myself
3. Replay (Instrumental Version)

## Classifiche
| Classifica (1993) | Posizione più alta |
| ----------------- | ------------------ |
| Giappone (Oricon) | 19                 |